# Bernhard Kohl
Bernhard Kohl, avstrijski kolesar, * 4. januar 1982, Dunaj, Avstrija.
Kohl je upokojeni profesionalni cestni kolesar, ki je bil znan kot specialist za vzpone. V kratki članski karieri, ki je trajala med letoma 2005 in 2008, je tekmoval za ekipi T-Mobile Team in Gerolsteiner. Leta 2004 je še kot mladinec zmagal na Dirki po Pirenejih. Njegov največji uspeh kariere je osvojitev naslova avstrijskega državnega prvaka na cestni dirki in tretje mesto na dirki Dauphiné Libéré iz leta 2006. Na Dirki po Franciji leta 2008 je osvojil pikčasto majico za najboljšega na gorskih ciljih in tretje mesto v skupnem seštevku, le 73 sekund za zmagovalcem Carlosom Sastrejem. Toda po pozitivnem vzorcu na doping oktobra 2008 je prejel dvoletno prepoved nastopanja, črtali so mu tudi vse rezultate tistega leta, tudi dosežke iz Dirke po Franciji. Maja 2009 je napovedal upokojitev, češ da »ni mogoče zmagovati v sodobnem kolesarstvu brez dopinga«.